# 상가이산
상가이(Sangay) 산은 에콰도르 남부에 있는 성층 활화산으로, 안데스산맥에 위치해 있다. 에콰도르에서 가장 활동이 활발한 활화산 중 하나로, 1934년부터 2013년까지 장기적인 분화가 있었다. 완벽한 원뿔형을 띄는 성층 화산으로, 최근에는 분화는 하지 않으나 활동이 다시 활발해지고 있다. 높이는 해발 5,300m이다.